# Khalil Gibran
Khalil Gibran o Gibran Khalil Gibran (àrab: جبران خليل جبران, Jibrān Ḫalīl Jibrān) (Bsharra, Líban, 6 de gener de 1883 - Nova York, 10 d'abril de 1931) fou un poeta i pintor d'origen àrab libanès establert als Estats Units, on va escriure en àrab i anglès. És conegut sobretot gràcies al seu recull El Profeta. Nascut a Bsharra, al Líban, el 1883 i mort el 1931 a Nova York, va viure a Europa i sobretot als Estats Units, on va passar la major part de la seva vida. Cristià catòlic de ritu maronita, la seva Església jutjarà heretge el seu tercer llibre, Esperits rebels (la crida del profeta), que serà cremat en plaça pública el 1908. Se l'ha comparat sovint a William Blake, i l'escriptor Alexandre Najjar l'anomena el «Victor Hugo libanès».

## Joventut

### Al Líban
Gibran va néixer a la ciutat de Bsharra (al nord del Líban, de la filla d'un sacerdot de ritu maronita. La seva mare Kamlé tenia trenta anys quan va néixer; el seu pare, igualment anomenat Khalil, era el seu tercer marit. Per la pobresa de la seva família, Gibran no rep educació formal en el transcurs de la seva infantesa. Tanmateix, els sacerdots que reten visita regularment a la seva família li ensenyen la llengua àrab, així com la llengua siriana i l'estudi de la Bíblia.
El pare de Gibran treballa en principi com a farmacèutic, però, amb els deutes de joc que és incapaç de pagar, es posa al servei d'un administrador otomà o d'un cap guerrer local. Cap a 1891, algunes queixes serioses i repetides denunciant el comportament de l'administrador provoquen una investigació de tots els seus béns i del seu personal. El pare de Gibran és empresonat per malversació de fons, i els béns de la seva família són confiscats per les autoritats. Privada d'allotjament, Kamlé, la mare de Gibran, decideix reunir-se amb el seu germà als Estats Units. Encara que el pare de Gibran sigui alliberat el 1894, Kamlé marxa als Estats Units el 25 de juny de 1895 i s'hi emporta Gibran, les seves joves germanes, Mariana i Sultana, i el seu gran germanastre Boutros.

### Als Estats Units

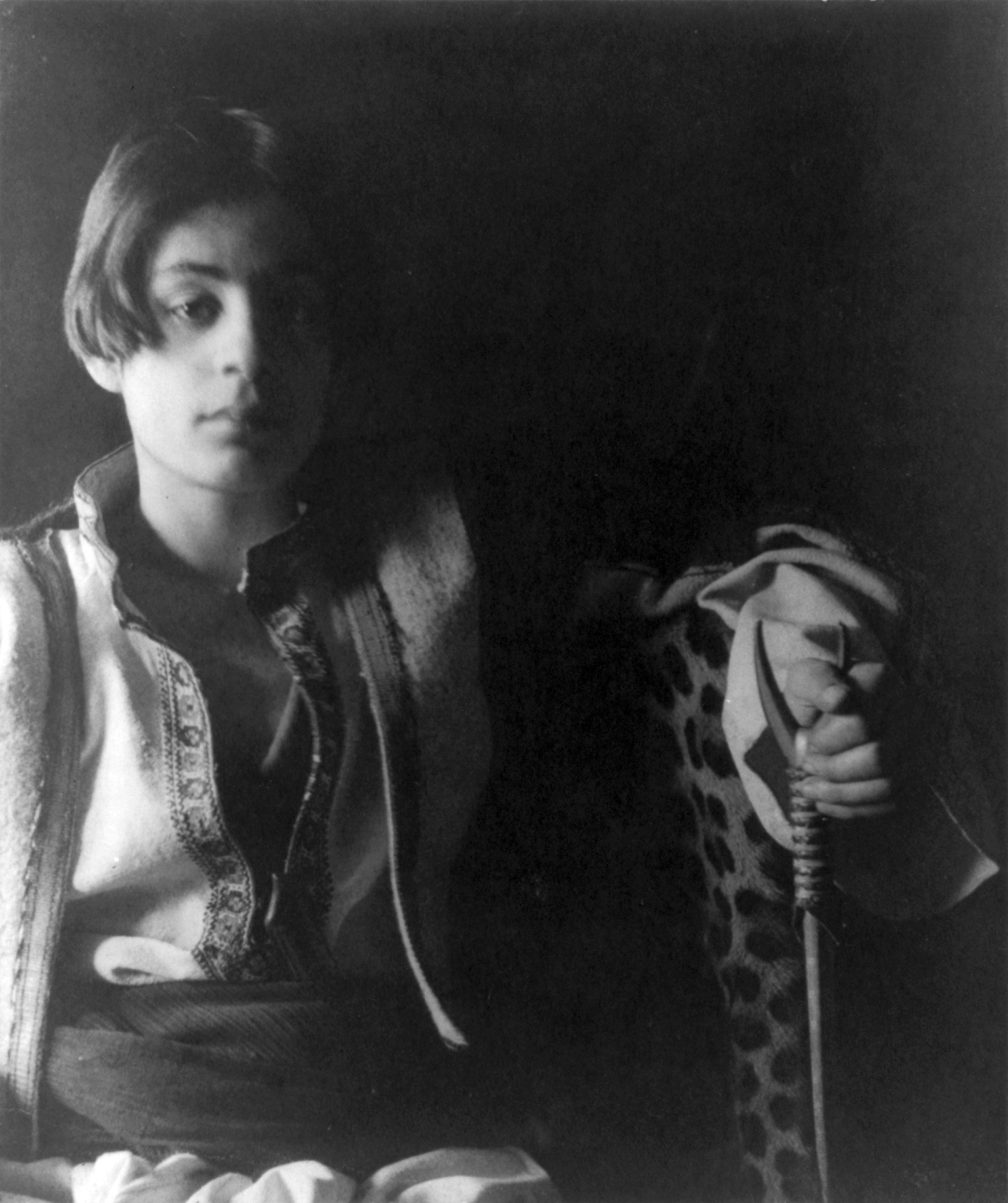
Khalil Gibran, fotografia de Fred Holland Day, c. 1898

La família Gibran s'instal·la al South End de Boston, en aquell temps la segona comunitat siriolibanesa americana als Estats Units. La seva mare comença a treballar com a modista ambulant. Ven randes i lli, que transporta de porta en porta. Gibran comença l'escola el 30 de setembre de 1895. És col·locat en una classe especial per a immigrants per l'administració de la seva escola per aprendre millor l'anglès. Gibran també és inscrit en una escola d'art. Gràcies als seus professors, és presentat a l'avantguarda artística de Boston, a artistes, a fotògrafs i a l'editor Fred Holland Day, que l'anima en els seus esforços de creació. Un editor utilitza alguns dels dibuixos de Gibran per a cobertes de llibres el 1898.
La mare de Gibran, així com el seu germà gran, Boutros, volen impregnar-lo del seu patrimoni cultural d'origen més aviat que de l'estètica de la cultura occidental que prefereix; així, als quinze anys, Gibran és retornat al seu país natal per estudiar a l'escola preparatòria i a l'institut d'ensenyament superior a Beirut, administrats pels maronites. Comença una revista literària estudiant amb un camarada de classe i és escollit «poeta del col·legi». S'hi queda durant uns anys abans de tornar a Boston el 1902, i arriba a Ellis Island el 10 de maig. Dues setmanes abans de la seva tornada, la seva germana Sultana mor de tuberculosi als 14 anys. L'any següent, Boutros mor de la mateixa malaltia i la seva mare mor d'un càncer. Sola, la seva germana Marianna satisfà les seves necessitats materials gràcies a una feina de modista.

## L'art i la poesia
Gibran fa la seva primera exposició de dibuixos el 1904 a Boston, a la Jornada de l'Estudi. En el transcurs d'aquesta exposició, Gibran coneix Elizabeth Mary Haskell, directora respectada, deu anys més gran. Els dos seran amics durant la resta de la vida de Gibran. Encara que discreta públicament, la seva correspondència revela una intimitat exaltada. Haskell influencia no sols la seva vida personal, sinó també la seva carrera. El 1908, Gibran estudiarà art amb Auguste Rodin a París dos anys. Allà coneix el seu soci en art i en estudi i amic Youssef Howayek. Estudia llavors art a Boston.
Juliet Thompson, una de les coneixences de Gibran, explica diverses anècdotes d'aquest moment de la vida de Gibran. Recorda que Gibran trobà Abdul-Bahá, cap de la fe bahà'í en la seva visita als Estats Units cap a 1911 -1912. Barbara Young, en This Man from Lebanon: A Study of Kahlil Gibran, explica que Gibran havia estat incapaç de dormir la nit abans de trobar-se amb Abdul-Bahá, que posava per a retrats. Thompson explica que al llarg de l'escriptura de Jesús, el Fill de l'home, Gibran pensava en Abdul-Bahá. Anys més tard, després de la mort d'Abdul-Bahá, hi havia una projecció de la gravació en vídeo d'Abdul-Bahá. Gibran prengué la paraula i amb llàgrimes als ulls proclamà l'elogi d'Abdul-Bahá i se n'anà de l'escenari amb llàgrimes.
Mentre que la majoria dels primers escrits de Gibran són en àrab, la major part del seu treball després de 1918 fou escrita i publicada en anglès. El seu primer llibre en l'editorial d'Alfred Knopf, el 1918, es titula El boig, un petit volum d'aforismes i de paràboles bíbliques, cadenciosos escrits entre la poesia i la prosa. Gibran participà igualment en la New York Pen League, també coneguda amb el nom dels «poetes immigrants» (al-Màhjar), al costat d'importants autors libanoamericans com Ameen Rihani, Elia Abou Madi i Mikhail Naimy, un amic proper i amb una destacable domini de la literatura àrab, els descendents del qual eren considerats per Gibran com els seus, i el nebot del qual, Samir, era fillol de Gibran.
Una gran part dels escrits de Gibran estan centrats al voltant del cristianisme, en particular sobre el tema de l'amor espiritual. La seva poesia és destacable per la utilització de la llengua oficial, així com les idees sobre la vida expressades en termes espirituals. L'obra més coneguda de Gibran es titula El Profeta, un llibre compost de vint-i-sis textos poètics. El llibre es va fer particularment popular durant els anys 1960 en el corrent de la contracultura i els moviments New Age. Des que es publicà per primera vegada el 1923, El Profeta mai no s'ha esgotat. Després d'haver estat traduït a més de vint llengües, s'ha convertit en un dels best-sellers del segle XX als Estats Units.
Una de les més importants contribucions a la poesia al món anglòfon és Sorra i escuma (1926), en què es llegeix el següent: «La meitat del que dic és desproveït de sentit, però ho dic perquè l'altra meitat el pugui ajuntar». Ha estat utilitzada per John Lennon i situada, però en una forma lleugerament modificada, en la cançó Julia de The Beatles al seu àlbum de 1968 The White Album.

## Cronologia
- 1883. Neix el 6 de gener a Bsharra, al Líban, llavors sota domini otomà (el poder otomà, sota les pressions europees, va reunificar el territori de la Muntanya libanesa sota el règim de la Moutassarifa, 1861-1915). És batejat en la religió cristiana maronita, a la qual pertanyia la seva mare.
- 1891. El seu pare és empresonat, ja que és incapaç d'administrar el seu patrimoni; és sospitós de frau fiscal per col·lecta d'imposts sobre les cabres.
- 1895. Khalil Gibran emigra als Estats Units amb la seva família, que s'estableix a Boston, mentre que el pare resta sol al Líban.
- 1897. Tornada al Líban, a Beirut, per seguir els cursos de l'escola de Saviesa Madrasat-al-Hikmat, continuació de les seves companyies que torben la seva família.
- 1902. Gibran és cridat a Boston, on moren de la tuberculosi la seva mare, el seu germà i una de les seves germanes. Comença una versió anglesa d'El Profeta, del qual ja havia esbossat les grans línies en àrab des dels quinze anys i que treballarà fins al 1923.
- 1904. Coneix Mary Haskell, amb qui manté una relació molt densa tota la seva vida, entre amor platònic i artístic.
- 1905. Publicació del seu primer llibre en àrab: La música (Nubthah fi Fan Al-Musiqa).
- 1908. Es queda dos anys a París amb el pintor Youssef Hoyaeck i estudia a l'Acadèmia de Belles Arts; coneix nombrosos artistes: Rodin, Debussy, Maeterlinck, Rostand...
- 1910. Gibran fixa la seva residència a Nova York.
- 1917. Assabentat dels desastres causats pels otomans[cal citació] al Líban en el transcurs de la Primera Guerra mundial, l'endemà de l'entrada en guerra dels Estats Units, s'adhereix al Comitè d'ajuda als sinistrats de Síria i del Mont Líban a Amèrica, on dona suport als libanesos i als sirians refugiats als Estats Units per a defensar els seus països contra l'ocupant.
- 1923. Publicació i èxit immediat de la seva obra: El Profeta.
- 1928. En resposta a problemes de salut, busca refugi en l'alcohol, cosa que agreujarà el seu estat a poc a poc.
- 1931. Mor el 10 d'abril en un hospital de Nova York, d'un càncer del fetge. El seu cos és repatriat, com ho havia demanat, al monestir Mar Sarkis, no lluny de Bcharra.

## Obres

### El Profeta
Escrita en anglès, El Profeta és una obra poètica feta d'aforismes i de paràboles, lliurats per un profeta a l'exili a punt de marxar. A les grans preguntes de la vida, aquest lliura al poble que l'ha acollit durant dotze anys respostes senzilles i penetrants. S'aborden temes universals, però el fil conductor continua sent-ne l'amor. Així parla sobre el matrimoni:
«Ompliu cadascú la copa de l'altre, però no begueu a la mateixa copa.»
De vegades El Profeta és llegit en casaments, especialment als Estats Units. Al costat de les grans preguntes de la vida pràctica, com el matrimoni o els fills, el lector descobreix el coneixement d'un mateix i de la religió, concebuda aquí com a universal. Així, el que fa l'èxit d'El Profeta és el seu universalisme, apte per fer-ne el llibre de capçalera de tothom: porta grans valors com la llibertat, l'amor, el respecte de l'altre. En això, El Profeta és un escrit totalment humanista.

### Publicacions de Gibran en vida
- 1905 Nubthah fi Fan Al-Musiqa (La música)
- 1906 Arayis Al-Muruj (Nimfes de les valls)
- 1908 Al-Arwah Al-Mutamarridah (Els Esperits Rebels)
- 1912 Al-Agniha Al-Mutakasirra (traduït al català: Les ales trencades)
- 1914 Kitab Dam'ah wa Ibtisamah (Llàgrimes i somriures)
- 1918 The Madman (traduït al català: El foll)
- 1919 Al-Mawakib (Llibre de processons)
- 1919 Twenty Drawings
- 1920 Al-'Awasif (Les tempestes)
- 1920 The Forerunner  (traduït al català: El precursor)
- 1923 The Prophet  (traduït al català: El profeta)
- 1926 Sand and Foam (traduït al català: Sorra i escuma)
- 1927 Kingdom Of The Imagination
- 1928 Jesus, the Son of Man
- 1931 The Earth God (Déu de la terra)

### Publicacions pòstumes
- 1932 The Wanderer (traduït al català: El rodamón)
- 1925-33 The Garden of the Prophet (traduït al català: El jardí del profeta)
- 1934 Prose and Poems
- 1927-33 Lazarus and his Beloved
- 1959 A Self-Portrait
- 1960 Thought and Meditations
- 1962 Spiritual sayings
- 1963 Voice of the master  (traduït al català:La Veu del Mestre)
- 1965 Mirrors of the Soul
- 1979 Death Of The Prophet
- 1991 Eye of the Prophet
- 1994 The Vision

Diversos textos i algunes de les seves precedents obres han estat reunits sota els títols (en català): Cartes d'amor i Els contes de Kahlil Gibran.

## Pel·lícula basada en una obra de Gibran Khalil Gibran
- 1964: Al ajniha al moutakassira (Les ales trencades) de Youssef Maalouf (Líban).

## Honors
- Espai Gibrán Khalil Gibrán al Municipi Chacao, Caracas, Veneçuela. Inaugurat el 2 de febrer de 2013.[10]
- Monument a Khalil Gibran a la ciutat balneari de Viña del Mar (Xile). Ubicat davant de la Platja Miramar (avui anomenada dels Artistes) i davant per davant del Castell Ross, en la part central dee l'Avinguda Marina. La colònia Àrab resident a Xile, va ordenar i va instal·lar a la dècada dels vuitanta l'estàtua del poeta libanès Khalil Gibran, obra de l'escultor xilè Ricardo Santander Batalla.
- Escala Khalil Gibran a Atha Ka'i, Concepción, Antioquia (Colòmbia) amb bells fragments del llibre "El Profeta".[11]